# Trastorn desintegratiu infantil
El trastorn desintegratiu infantil és un trastorn generalitzat del desenvolupament cognoscitiu que es manifesta a partir dels dos anys en forma de pèrdua d'habilitats ja adquirides. Aleshores, els nens amb aquest trastorn comencen a presentar alguns trets similars amb els nens autistes - particularitats en el comportament i dificultats comunicatives i relacionals - associats sovint a un retard mental greu.
Tot i que abans dels dos anys de vida el desenvolupament d'aquests nens és completament normal, és possible que hi hagi un període previ a la pèrdua d'habilitats al qual es manifestin alguns signes pemonitoris, com per exemple un excés d'activitat, ansietat o irritabilitat seguits de pèrdua de la parla.
Es considera un dels trastorns o de l'espectre autista.